# 니시노촌 (히로시마현 미쓰기군)
니시노촌(西野村)은 히로시마현 미쓰기군에 설치되었던 촌이다. 현재의 미하라시에 해당한다.